# رولان بومونت
رولان بومونت (4 فبراير 1884 - 25 مايو 1958) (بالإنجليزية: Rolland Beaumont)‏ هو لاعب كريكت جنوب أفريقي. شارك مع منتخب جنوب أفريقيا الوطني للكريكت.

## وصلات خارجية
- رولان بومونت على موقع إي آس بي آن كريك إنفو (الإنجليزية)